# Pouel Kern

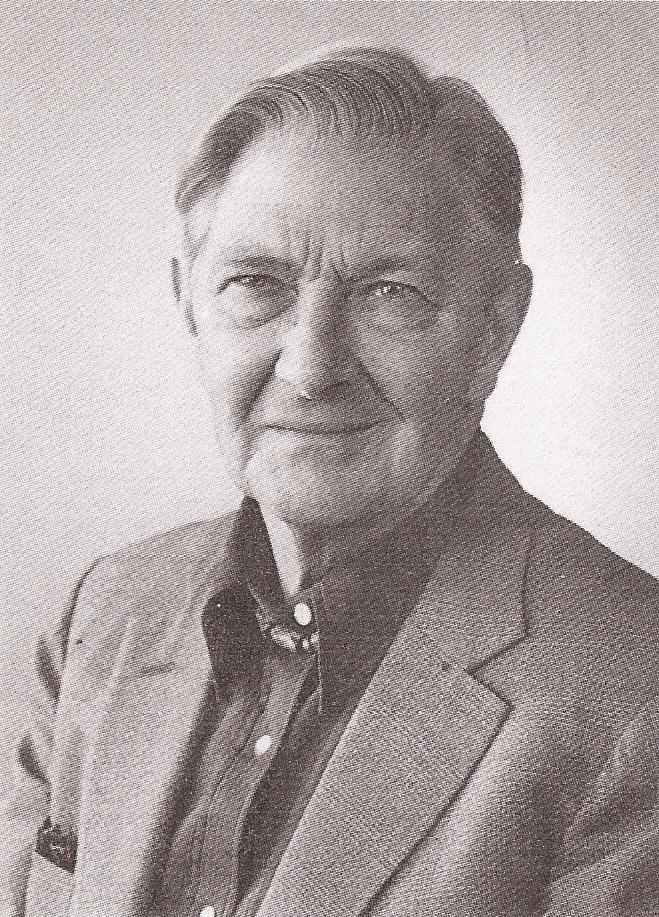
Pouel Kern (1983)

Pouel Christian Kern (* 9. Juni 1908 in Kopenhagen; † 17. Februar 1993) war ein dänischer Schauspieler.

## Leben
Kern war der Sohn des Stellmachers Henry Kern († 1949) und seiner Frau Ingeborg Poulsen († 1951). Er schloss 1928 sein Studium ab und wurde anschließend zu einer Schauspielausbildung an der Eleveskole des Königlichen Theaters Kopenhagen zugelassen, die er dort von 1929 bis 1931 absolvierte. Anschließend war er 50 Jahre lang durchweg als Bühnendarsteller dem Det Kongelige Teater treu und dort als Theaterschauspieler tätig. In den vielen Jahre hatte Kern zahlreiche Rollen in unzähligen Bühnenaufführungen inne.  
In den 1930er-Jahren begann er auch als Filmschauspieler tätig zu werden und hatte sein Debüt mit einer eigenen Rolle in dem dänischen Film Tango. Kern wirkte in seiner fast sechs Jahrzehnte lang andauernden Karriere als Schauspieler vor der Kamera von 1933 bis 1989 in mehr als 60 Film-und-Fernsehproduktionen mit. Im Jahr 1967 spielte er in der dänischen Kriminalserie Mögen Sie Austern? (Ka' De li' østers), die ab 1977 auch in der DDR gesendet wurde, mit und konnte die Hauptrolle des Kriminalassistenten Ole Munk übernehmen. Zudem wirkte er in der Serie Oh, diese Mieter und in dem Kriminalfilm Der schmucke Arne und Rosa (Smukke-Arne og Rosa) sowie in zwei Filmen der Olsenbande-Reihe mit. Neben seinen Auftritten im Film, Fernsehen und Theater, war er auch regelmäßig in dänischen Radioprogrammen als Programmansager und als Moderator vertreten, bis zu seinem endgültigen Ruhestand nach seinem letzten Film Babettes Fest. 

## Privates
Kern war ab dem 10. November 1947 bis zu ihrem Tod mit der Schauspielerin Blanche Funch (1910–1989) verheiratet. Sie brachte einen Sohn mit in die Ehe, den Schauspieler Hans Rostrup (1937–2005). Kern starb am 17. Februar 1993 im Alter von 84 Jahren. Seine Grabstätte befindet sich auf dem Mariebjerg-Friedhof (Mariebjerg-Kirkegård) im Kopenhagener Stadtteil Gentofte.

## Filmografie
| Premiere  | Titel                                                      | Format                              | Regisseur                                    | Rolle                               |
| --------- | ---------------------------------------------------------- | ----------------------------------- | -------------------------------------------- | ----------------------------------- |
| 1933      | Tango                                                      | Spielfilm                           |                                              | als frischgebackener Vater          |
| 1934      | Nøddebo Præstegård                                         | Spielfilm                           | George Schnéevoigt                           | Henrik                              |
| 1935      | Det gyldne smil                                            | Spielfilm                           |                                              | Patient                             |
| 1936      | Sjette trækning                                            | Spielfilm                           | George Schnéevoigt                           | Søren Lund                          |
| 1938      | Kongen bød                                                 | Spielfilm                           | Svend Methling                               |                                     |
| 1938      | Bolettes brudefærd                                         | Spielfilm                           | Emanuel Gregers                              | Karl Enevoldsen                     |
| 1940      | Sørensen og Rasmussen                                      | Spielfilm                           | Emanuel Gregers                              | Wilhelm Stahlfeldt                  |
| 1940      | Vagabonden                                                 | Spielfilm                           |                                              |                                     |
| 1941      | En forbryder                                               | Spielfilm                           | Arne Weel                                    | Kontorassistent Erik Hansen         |
| 1943      | Møllen                                                     | Spielfilm                           | Arne Weel                                    | Wilhelm Christensen, Namensmann     |
| 1944      | Det bødes der for                                          | Spielfilm                           | Emanuel Gregers                              | Lagerchef Martin Nielsen            |
| 1947      | Stemning i april                                           | Kurzfilm, Dokumentarfilm            | Astrid Henning-Jensen, Bjarne Henning-Jensen | (Stimme) Sprecher                   |
| 1949      | Kampen mod uretten                                         | Spielfilm                           | Ole Palsbo                                   | Lars Mortensen                      |
| 1949      | Syge breve                                                 | Kurzfilm, Dokumentarfilm            |                                              | (Stimme) Sprecher                   |
| 1949      | Historien om en moder                                      | unbekannt                           | Max Louw                                     | Lars Mortensen                      |
| 1950      | Børn og ild                                                | Dokumentarfilm                      | Gunnar Robert Hansen                         | als er selbst                       |
| 1950      | Dukkestuen                                                 | unbekannt                           | Henning Carlsen                              |                                     |
| 1952      | Avismanden                                                 | Spillefilm                          | Jon Iversen                                  | Organist                            |
| 1957      | En kvinde er overflødig                                    | Spielfilm                           | Gabriel Axel                                 | Klaus sein Vater Hr. Nielsen        |
| 1961      | Flemming på kostskole                                      | Spielfilm                           | Niels-Jørgen Kaiser                          | Simons Vater                        |
| 1961      | Een blandt mange                                           | Spielfilm                           | Astrid Henning-Jensen                        | Rektor                              |
| 1964      | Tine                                                       | Spielfilm                           | Knud Leif Thomsen                            | Stabsoffizier                       |
| 1964      | Tod bei Tisch (Døden kommer til middag)                    | Spielfilm                           | Erik Balling                                 | Sergeant Hald                       |
| 1965      | Mor bag rattet                                             | Spielfilm                           | Erik Dibbern                                 | Stiffelbaun                         |
| 1965      | Landmandsliv                                               | Spielfilm                           | Erik Balling                                 | Karl Havermann                      |
| 1966      | Naboerne                                                   | Spielfilm                           | Bent Christensen                             | Warenhändler Krause                 |
| 1966      | Den skaldede sangerinde                                    | Fernsehfilm                         | Søren Melson                                 | Mr. Smith                           |
| 1967      | Mögen Sie Austern? (Ka' De li' østers?)                    | Fernsehserie                        | Ebbe Langberg                                | Ole Munk, Kriminalassistent         |
| 1967      | Der schmucke Arne und Rosa (Smukke Arne og Rosa)           | Spielfilm                           | Sven Methling                                | Bankkassierer Arnold Schmidt        |
| 1969      | Slutspil                                                   | Fernsehfilm                         | Søren Melson                                 | Nagg                                |
| 1970      | Løgneren                                                   | Spielfilm                           | Knud Leif Thomsen                            | Kaufmann Høst                       |
| 1970      | The Only Way eller Oktober-dage                            | Spielfilm                           | Bent Christensen                             | Pastor Bentzen                      |
| 1970      | Svejk i anden verdenskrig                                  | Fernsehfilm                         | Palle Kjærulff-Schmidt                       | Soldat in Russland                  |
| 1972      | Næsehornet                                                 | Fernsehfilm                         | Søren Melson                                 | Hr. Papillon                        |
| 1974      | Engang blir Danmark frit                                   | Fernsehfilm                         | Carlo M. Pedersen                            | Lehrer                              |
| 1975      | Die Olsenbande stellt die Weichen (Olsen-banden på sporet) | Spielfilm                           | Erik Balling                                 | Hundeführer                         |
| 1977–1977 | Oh, diese Mieter (Huset på Christianshavn)                 | Fernsehserie, 6 Episoden            | Erik Balling Tom Hedegaard                   | Sergeant und Wachhabender Polizist  |
| 1977–1980 | En by i Provinsen                                          | Fernsehserie, 7 Episoden            | Bent Christensen                             | Lege                                |
| 1977      | Skytten                                                    | Spielfilm                           | Franz Ernst, Tom Hedegaard                   | Vorgesetzter politimann             |
| 1977      | Die Olsenbande schlägt wieder zu (Olsen-banden deruda’)    | Spielfilm                           | Erik Balling                                 | Wachmann                            |
| 1977      | Familien Gyldenkål vinder valget                           | Spielfilm                           | Bent Christensen                             | Stadtrat                            |
| 1980      | Die Leute von Korsbaek Lauras store dag                    | Fernsehserie, 1 Episode, Episode 16 | Erik Balling                                 | Küster                              |
| 1980      | Næste stop - Paradis                                       | Spielfilm                           | Jon Bang Carlsen                             | Mann auf Friedhof                   |
| 1984      | Kopenhagen – Mitten in der Nacht (Midt om natten)          | Spielfilm                           | Erik Balling                                 | Frederiksen                         |
| 1986      | Et skud fra hjertet                                        | Spielfilm                           | Kristian Levring                             | Großvater                           |
| 1987      | Babettes Fest (Babettes gjestebud)                         | Spielfilm                           | Gabriel Axel                                 | Martines und Filippas Vater Pfarrer |